# Milka

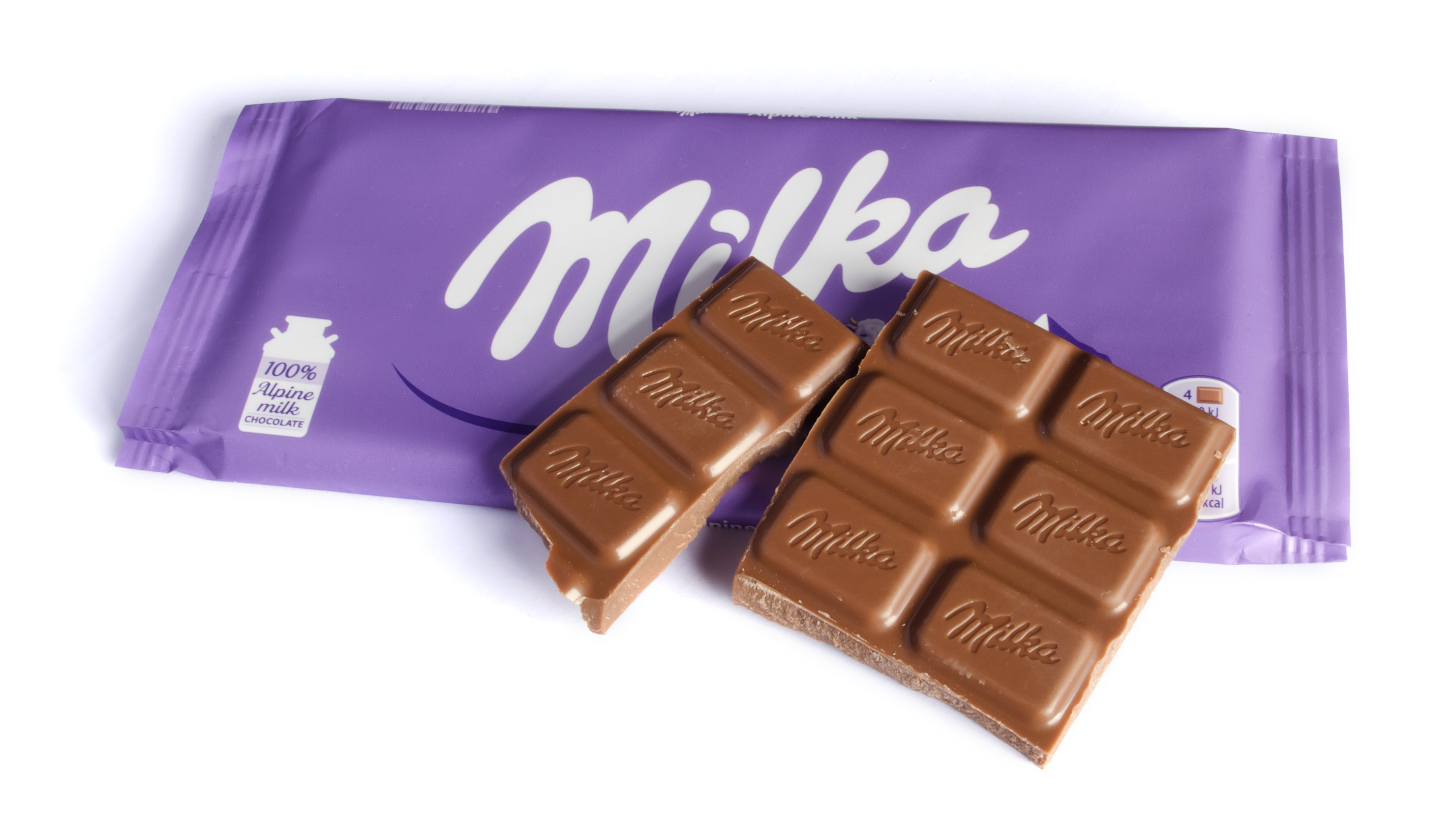
Choklad av märket Milka.

Milka är ett varumärke för choklad ägt av Mondelēz International. 
Märket skapades i Lörrach i Tyskland 1901 efter ett recept skapat av den schweiziske chokladtillverkaren Philippe Suchard (1797–1884). Namnet tros komma från en sammanslagning av Milch och Kakao, de tyska orden för ingredienserna mjölk och kakao. Folk trodde dock att namnet var en hyllning till Milka Ternina, en känd sopran.
Suchard var ett självständigt företag i många år. År 1970 slogs det ihop med Tobler för att bli Interfood. Ytterligare en sammanslagning med kaffeföretaget Jacobs 1982 skapade Jacobs Suchard. Kraft Foods köpte upp den större delen av Jacobs Suchard, inklusive Milka, 1990.
I dag (2021) tillverkas chokladen på ett antal olika ställen, däribland fortsatt Lörrach i Tyskland, Bludenz i Österrike, Belgrad i Serbien, Svoge i Bulgarien, Bratislava i Slovakien, Brașov i Rumänien samt i Storbritannien.